# Puchar Ukrainy w piłce nożnej (2020/2021)
Puchar Ukrainy 2020/2021 (oficjalna nazwa: Puchar Ukrainy w piłce nożnej, ukr. Кубок України з футболу) – 30. rozgrywki ukraińskiej PFL, mające na celu wyłonienie zdobywcy krajowego Pucharu, który zakwalifikuje się tym samym do Ligi Europy UEFA sezonu 2021/2022. Sezon trwał od 26 sierpnia 2020 do 13 maja 2021.
W sezonie 2020/2021 rozgrywki te składały się z:
- pierwszej rundy wstępnej
- drugiej rundy wstępnej
- trzeciej rundy wstępnej, do której dołączyły 11 zespołów Premier-lihi sezonu 2019/2020,
- meczów 1/8 finału,
- meczów 1/4 finału,
- meczów 1/2 finału,
- meczu finałowego.

## Drużyny
Do rozgrywek Pucharu przystąpiło 55 klubów: 14 z Premier-lihi, 16 z Pierwszej Lihi i 23 z Drugiej Lihi oraz Zdobywca i Finalista Pucharu Ukrainy 2019/20 roku wśród drużyn amatorskich.
| Kluby Premier Lihi: | Kluby Pierwszej Lihi: | Kluby Drugiej Lihi: | Finaliści Pucharu Ukrainy spośród drużyn amatorskich:             |
| - Desna Czernihów - SK Dnipro-1 - Dynamo Kijów - Inhułeć Petrowe - Kołos Kowaliwka - FK Lwów - FK Mariupol - FK Mynaj - FK Ołeksandrija - Olimpik Donieck - Ruch Lwów - Szachtar Donieck - Worskła Połtawa - Zoria Ługańsk | - Ahrobiznes Wołoczyska - Alians Łypowa Dołyna - Awanhard Kramatorsk - Czornomoreć Odessa - Hirnyk-Sport Horiszni Pławni - Kremiń Krzemieńczuk - Krystał Chersoń - Metalist 1925 Charków - MFK Mikołajów - Nywa Tarnopol - Obołoń Kijów - Polissia Żytomierz - Prykarpattia Iwano-Frankiwsk - Weres - Wołyń Łuck - WPK-Ahro Szewczenkiwka | - Bałkany Zoria - Bukowyna Czerniowce - Czajka Petropawliwśka Borszczahiwka - Czerkaszczyna Czerkasy - FK Czernihów - Dinaz Wyszogród - Dnipro Czerkasy - Enerhija Nowa Kachowka - Epicentr Dunajowce - Jarud Mariupol - Karpaty Halicz - Karpaty Lwów - Krywbas Krzywy Róg - Metał Charków - Metałurh Zaporoże - FK Nikopol - Nywa Winnica - Peremoha Dnipro - Podilla Chmielnicki - Reał Farma Odessa - Rubikon Kijów - Tawrija Symferopol - FK Użhorod | - Olimpija Sawynci (zdobywca) - Wiktorija Mykołajiwka (finalista) |

## Terminarz rozgrywek

### Pierwsza runda wstępna (1/64)
Mecze rozegrano 29 sierpnia 2020, z wyjątkiem meczów: Krywbas Krzywy Róg - Czerkaszczyna Czerkasy, który odbył się 26 sierpnia 2020, Czajka Petropawliwśka Borszczahiwka - Polissia Żytomierz i Karpaty Halicz - Nywa Tarnopol, które odbyły się 28 sierpnia 2020, Tawrija Symferopol - Reał Farma Odessa, Epicentr Dunajowce - Karpaty Lwów, Olimpija Sawynci - Hirnyk-Sport Horiszni Pławni, które odbyły się 30 sierpnia 2020, Dnipro Czerkasy - Weres, który odbył się 8 września 2020 i Metałurh Zaporoże - Awanhard Kramatorsk, który odbył się 9 września 2020.
| Krywbas Krzywy Róg                  | 4:2 | Czerkaszczyna Czerkasy       |                                                                         |
| Czajka Petropawliwśka Borszczahiwka | 0:1 | Polissia Żytomierz           |                                                                         |
| Karpaty Halicz                      | 1:2 | Nywa Tarnopol                |                                                                         |
| Weres                               | 2:1 | Nywa Tarnopol                |                                                                         |
| Peremoha Dnipro                     | 0:2 | Kremiń Krzemieńczuk          |                                                                         |
| Metał Charków                       | 1:3 | WPK-Ahro Szewczenkiwka       |                                                                         |
| Wiktorija Mykołajiwka               | 4:0 | Jarud Mariupol               |                                                                         |
| Alians Łypowa Dołyna                | 2:0 | Metalist 1925 Charków        |                                                                         |
| FK Nikopol                          | 1:3 | Krystał Chersoń              |                                                                         |
| Enerhija Nowa Kachowka              | 2:3 | Czornomoreć Odessa           |                                                                         |
| Bałkany Zoria                       | 0:1 | MFK Mikołajów                |                                                                         |
| Rubikon Kijów                       | 0:2 | Dinaz Wyszogród              |                                                                         |
| Nywa Winnica                        | +:− | FK Czernihów                 | FK Czernihów nie stawił się na mecz                                     |
| Podilla Chmielnicki                 | −:+ | Prykarpattia Iwano-Frankiwsk | Podilla Chmielnicki zdyskwalifikowany za grę piłkarza z dyskwalifikacją |
| FK Użhorod                          | 2:0 | Bukowyna Czerniowce          |                                                                         |
| Tawrija Symferopol                  | 2:1 | Reał Farma Odessa            |                                                                         |
| Epicentr Dunajowce                  | 4:0 | Karpaty Lwów                 |                                                                         |
| Olimpija Sawynci                    | 1:2 | Hirnyk-Sport Horiszni Pławni | dod.                                                                    |
| Dnipro Czerkasy                     | 0:5 | Weres                        |                                                                         |
| Metałurh Zaporoże                   | 0:0 | Awanhard Kramatorsk          | dod., k.4:3                                                             |

### Druga runda wstępna (1/32)
Mecze rozegrano 16 września 2020, z wyjątkiem meczów: Metałurh Zaporoże - Hirnyk-Sport Horiszni Pławni i Epicentr Dunajowce - Nywa Tarnopol, które odbyły się 17 września 2020.
| WPK-Ahro Szewczenkiwka | 2:2 | Kremiń Krzemieńczuk          | dod., k.4:2 |
| MFK Mikołajów          | 1:0 | Czornomoreć Odessa           |             |
| Nywa Winnica           | 2:2 | Krystał Chersoń              | dod., k.4:3 |
| Krywbas Krzywy Róg     | 4:1 | Tawrija Symferopol           |             |
| Alians Łypowa Dołyna   | 0:3 | Weres                        |             |
| Wiktorija Mykołajiwka  | 0:0 | Dinaz Wyszogród              | dod., k.8:7 |
| Obołoń Kijów           | 0:1 | Polissia Żytomierz           |             |
| Wołyń Łuck             | 0:1 | Prykarpattia Iwano-Frankiwsk |             |
| FK Użhorod             | 0:1 | Ahrobiznes Wołoczyska        |             |
| Metałurh Zaporoże      | 1:4 | Hirnyk-Sport Horiszni Pławni |             |
| Epicentr Dunajowce     | 3:0 | Nywa Tarnopol                |             |

### Trzecia runda wstępna (1/16)
Mecze rozegrano 30 września 2020, z wyjątkiem meczu: WPK-Ahro Szewczenkiwka - Olimpik Donieck, który odbył się 13 listopada 2020.
| Polissia Żytomierz           | 1:2 | FK Mynaj              |      |
| Prykarpattia Iwano-Frankiwsk | 0:1 | Kołos Kowaliwka       |      |
| Worskła Połtawa              | 2:0 | FK Lwów               |      |
| FK Ołeksandrija              | 4:1 | Inhułeć Petrowe       |      |
| Krywbas Krzywy Róg           | 0:1 | Nywa Winnica          |      |
| Epicentr Dunajowce           | 1:2 | Ahrobiznes Wołoczyska |      |
| Weres                        | 4:2 | MFK Mikołajów         | dod. |
| Hirnyk-Sport Horiszni Pławni | 3:5 | SK Dnipro-1           | dod. |
| Desna Czernihów              | 2:1 | Ruch Lwów             |      |
| Wiktorija Mykołajiwka        | 1:3 | FK Mariupol           |      |
| WPK-Ahro Szewczenkiwka       | 1:0 | Olimpik Donieck       |      |

### 1/8 finału
Mecze rozegrano 2 grudnia 2020, z wyjątkiem meczu: Desna Czernihów - Zoria Ługańsk, który odbył się 16 grudnia 2020.
| Ahrobiznes Wołoczyska  | 1:0 | Worskła Połtawa |  |
| WPK-Ahro Szewczenkiwka | 0:5 | SK Dnipro-1     |  |
| FK Ołeksandrija        | 3:0 | FK Mynaj        |  |
| Weres                  | 1:0 | FK Mariupol     |  |
| Nywa Winnica           | 0:4 | Kołos Kowaliwka |  |
| Desna Czernihów        | 0:1 | Zoria Ługańsk   |  |

### 1/4 finału
Mecze rozegrano 3 marca 2021.
| Dynamo Kijów          | 0:0 | Kołos Kowaliwka  | dod., k.4:3 |
| SK Dnipro-1           | 1:1 | FK Ołeksandrija  | dod., k.3:4 |
| Ahrobiznes Wołoczyska | 1:0 | Szachtar Donieck | dod.        |
| Weres                 | 0:1 | Zoria Ługańsk    |             |

### 1/2 finału
Mecze rozegrano 21 kwietnia 2021.
| Ahrobiznes Wołoczyska | 0:3 | Dynamo Kijów  |              |  |
| FK Ołeksandrija       | 1:1 | Zoria Ługańsk | dod., k. 4:5 |  |

### Finał
Mecz został rozegrany 13 maja 2021.
| 13 maja 2021 18:00 | Dynamo Kijów · Cyhankow 98' | 1:0(0:0)Raport | Zoria Ługańsk | Stadion Miejski, Tarnopol Widzów: 0 Sędzia: Jurij Iwanow (Donieck) |
|                    |                             |                |               |                                                                    |

| Zdobywca Pucharu Ukrainy 2020/21 |
| -------------------------------- |
| Dynamo Kijów 13 tytuł            |
| ...                              |